# فرودگاه تری-استیت
فرودگاه تری-استیت (به انگلیسی: Tri-State Airport) (به زبان بومی: Milton J. Ferguson Field) یک فرودگاه همگانی باربری با کد یاتا HTS است که یک باند فرود آسفالت دارد و طول باند آن ۲۱۳۸ متر است. این فرودگاه در کشور ایالات متحده آمریکا قرار دارد و در ارتفاع ۲۵۲ متری از سطح دریا واقع شده است.